# ملعب رويال بافوكينغ
ملعب رويال بافوكينغ، هو ملعب رياضي في مدينة راستينبورج، جنوب أفريقيا، مخصص لرياضتي الرغبي وكرة القدم، افتتح في 1999، ويتسع ل44,530 مشجعاً، وقد سمي الملعب بهذا الاسم نسبة إلى شعب بافوكينغ الذين يمتلكون أسهماً في مناجم البلاتين الموجودة بالمنطقة.
استضاف الملعب ستة مباريات في بطولة كأس العام 2010 التي نظمتها جنوب إفريقيا. كما استضاف أربع مباريات في كأس القارات 2009.